# Велике Верево
Велике Верево (рос. Большое Верево) — присілок у Гатчинському районі Ленінградської області Російської Федерації.
Населення становить 444 особи. Належить до муніципального утворення Веревське сільське поселення.

## Географія
Населений пункт розташований на південній околиці міста Санкт-Петербурга.

## Історія
Згідно із законом від 16 грудня 2004 року № 113—оз належить до муніципального утворення Веревське сільське поселення.

## Населення
| 2006 | 2007 | 2010 | 2017 |
| ---- | ---- | ---- | ---- |
| 120  | ↗121 | ↗132 | ↗444 |